# Phyllastrephus alfredi
Phyllastrephus alfredi és una espècie d'ocell de la família dels picnonòtids (Pycnonotidae). Es troba al sud-oest de Tanzània, al nord-est de Zàmbia i al nord de Malawi. Els seus hàbitats principals són els boscos tropicals i subtropicals de frondoses humits de les terres baixes i de l'estatge montà i els matollars humids i de muntanys tropicals i subtropicals. El seu estat de conservació no ha estat evaluat.

## Taxonomia
Segons la llista mundial d'ocells del Congrés Ornitològic Internacional (versió 13.2, juliol 2023) aquest tàxon tindria la categoria d'espècie. Tanmateix, altres obres taxonòmiques, com el Handook of the Birds of the World i la quarta versió de la BirdLife International Checklist of the birds of the world (Desembre 2019), el consideren encara una subespècie del bulbul d'estries grogues (P. flavostriatus alfredi).